# Tadzjikistans Billie Jean King Cup-lag
 Tadzjikistans Billie Jean King Cup-lag representerar Tadzjikistan i tennisturneringen Billie Jean King Cup, och kontrolleras av Tadzjikistans tennisförbund.

## Historik
Tadzjikistan deltog första gången 1997. Laget spelade i Grupp III 2003, men förlorade alla matcher.